# Mike Pitts
Michael Anthony Pitts (Pell City, 25 settembre 1960 – 4 novembre 2021) è stato un giocatore di football americano e allenatore di football americano statunitense che ha militato nel ruolo di defensive end nella National Football League (NFL).

## Carriera
Al college Pitts giocò a football ad Alabama, vincendo il campionato NCAA e venendo premiato come All-American. Fu scelto dagli Atlanta Falcons come sedicesimo assoluto nel Draft NFL 1983. Vi giocò fino al 1986, dopo di che militò nei Philadelphia Eagles (1987-1992) e nei New England Patriots (1993-1994). Per tre volte ebbe un massimo stagionale di 7 sack, nel 1983, nel 1985 e nel 1989, chiudendo la carriera a quota 48,5. Nel 2000 fu assistente della difesa dei Cleveland Browns.

## Palmarès
- PFWA All-Rookie Team - 1983